# Drugi svibnja 1808.
Drugi svibnja 1808., poznata i kao Juriš mameluka (španjolski: El 2 de mayo de 1808 en Madrid ili La carga de los mamelucos) jest slika španjolskog romantičarskog slikara Francisca Goye; najslavnija kao pratnja njegove još slavnije slike, Treći svibnja 1808. Obje slike su naslikane u roku od dva mjeseca tijekom 1814. god., a danas se nalaze izložene jedna pored druge u muzeju Prado u Madridu.

## Odlike
Goya je odlučio da ne slika neku određenu radnju, niti da ima ikakvu žarišnu točku kako bi naglasio kaos drame. Kompozicija je tako bila pod jasnim utjecajem baroknog slikarstva, te je predloženo kako su na sliku snažno utjecale Rubensove slike (kao što je npr. Bitka s Amazonkama), a koje je Goya imao priliku vidjeti u kraljevskoj kolekciji ili posjeti Italiji. Pejzaž je oblikovan sumorno i u slici se javlja tendencija realističkom slikanju.

## Povijest
Platno prikazuje početak ustanka protiv Napoleonovog brata Josépha Bonapartea 2. svibnja 1808. godine, kada su dvojica španjolskih pobunjenika u ulici Calle de Alcalá, u blizini trga Puerta del Sol u Madridu, otvorili vatru na petnaestak francuskih vojnika. Maršal Joachim Murat je tada mamelucima iz francuske carske garde naredio da opkole i pokore pobunjene građane, ali umjesto da se raziđu, gomila se uključila u borbu protiv mameluka, što je rezultiralo bjesomučnom bitkom i na koncu pokrenulo Španjolski rat za neovisnost. Poistovjećenje umjetnika sa žrtvama odredilo je kompoziciju, iako se smatra kako Francisco Goya vjerojatno nije bio prisutan za vrijeme stvarnog juriša mameluka. Odabravši da prikaže omražene mameluke iz francuske vojske, Goya se na ovom platnu obraćao aktualnim nacionalističkim raspoloženjima u Španjolskoj, povezujući se s borbom predaka protiv muslimana, povijesnih neprijatelja Španjolaca, još od vremena Rekonkviste.
Njegove slike je, nakon protjerivanja Napoleonove vojske iz Španjolske 1814. godine, naručilo Upravno vijeće koje je vladalo državom do povratka kralja Ferdinanda VII. Goya je odlučio prikazati građane Madrida kao nepoznate junake koji su koristili jednostavno oružje, poput noževa, za napad na profesionalno opremljenu okupatorsku vojsku. To se kralju nije svidjelo, te slike dugo nisu bile javno izlagane. 
Tijekom Španjolskog građanskog rata, nakon što je Madrid bombardiran 1936. godine, republikanska vlada je odlučila obje Goyine slike skloniti na sigurno. No, kamion koji je prevozio slike imao je prometnu nezgodu i Drugi svibnja 1808. je bila teško oštećena. Slika je bila rasparana i nedostajali su joj neki dijelovi. Obnovljena je prvi put 1941. godine, kada su slike vraćene u Madrid, a restauracija je dovršena od 2007. – 2008.